# Gabriele Cerlini
Gabriele Cerlini, noto anche con lo pseudonimo di DJ Cerla, Alter Ego o Floorfilla (Reggio Emilia, 4 settembre 1970), è un disc jockey e produttore discografico italiano.

## Biografia
Inizia nel 1990 come DJ Resident nei club della sua città natale, Reggio Emilia, proponendo Hip-Hop, ma quasi subito passa alla musica acid house e alla nascente techno.
Nel 1991 il DJ milanese Jeff lo "battezza" Doctor DJ Cerla durante una serata in discoteca, a seguito di un riuscito esame a Economia e Commercio, facoltà che all'epoca Gabriele frequentava.
Nel 1991 inizia una collaborazione con la locale RadioReggio, proponendo settimanalmente il suo "MasterMix", un mixato realizzato interamente al campionatore. Ed è proprio lavorando sui campionatori che Cerla incomincia ad avvicinarsi al mondo della produzione. Fa ascoltare alcuni provini al DJ Daniele Davoli (ex Black Box), che dà semaforo verde alla produzione di "Rotterdam '93".
Il singolo, realizzato presso gli studi dei Black Box in collaborazione con Fabrizio Ferrari, diventa una hit: disco più ballato in Spagna nel 1993 e numero 1 di vendita, tra i più ballati in Italia, dove vende oltre 19000 copie.
Cerla inizia così un lungo tour in Spagna, dal 1993 al 1994, spinto anche dal successo in terra iberica di "America" e Dance (If You Can Not) con la voce di Daisy Dee e i remix euro di Benny Benassi sotto lo pseudonimo Alter Ego. Daniele Davoli commissiona poi a Cerla i remix di We're Bad On The Mike by PANKO!, Chiquetere Band "Chiquetere", Underground Goodies "Let it be" e quello di Lucio Dalla Liberi, quest'ultimo inserito del primo album di remix del cantautore emiliano. Seguono i singoli "Mi Boca", "Everybody Pom Pom", "The DJ".
Nel 1995 pubblica Wonder, singolo dalle sonorità Eurodance realizzato insieme al musicista Elvio Moratto e alla cantante inglese Jo Smith, che va al n.1 della Deejay Parade di Albertino, al n.1 della classifica di vendita italiana e che riscuote degli ottimi riscontri all'estero, per un totale di oltre 100000 copie vendute. Il motivo della canzone è basato sulla melodia Wonderful Days, di Charly Lownoise & Mental Theo, uscita nello stesso anno, i quali a loro volta avevano preso il motivo della canzone di Tony Ronald "Help, Get Me Some Help" del 1971. Sull'onda del successo, Cerla remixa Old Pop in an Oak dei Rednex e brani di Fiorello e Adriano Celentano.
Nel 1998, sempre in collaborazione con Moratto, Cerla dà vita al gruppo Floorfilla (che vede come frontman l'MC francese Momo B. e la ballerina tedesca Karin), con il singolo "Anthem #1", che non viene particolarmente notato. Ma nel 1999, con l'uscita di "Anthem #2" arriva il grande successo di vendita in Francia: numero 3 nella classifica singoli francese, numero 1 nei club per tre mesi, oltre 260 000 copie vendute. Dalla Francia il singolo si diffonde in tutta Europa, ed entra in classifica in Germania, Austria e altri Paesi, portando il numero totale di copie vendute a 400 000. Anche il primo "Anthem #1" viene ristampato e diventa anch'esso una hit.
Seguono gli anthem 3, 4, 5, 6, il "Megamix", il "Gigamix". Curiosamente, dopo l'uscita di Anthem #3 la classifica singoli francese conteneva tutti e 3 i primi Anthem, cosa mai riuscita a nessun artista in precedenza. Gli Anthem #2, #3, #4, #5 e il "Megamix" entrano nella top-ten di vendita francese.
Seguono l'album "United Beatz of Floorfilla", i singoli "Technoromance", "Sister Golden Hair", "Kosmiklove", la hit "Komputermelody".
Nel 1999, nel club "DNA" di Carpi Cerla conosce il performer Momo B e gli propone di seguirlo nel tour; seguono anni di tournée in tutto il mondo, in Paesi come Messico, Indonesia, Singapore, Germania, Francia, Svizzera, Europa dell'Est, ed anche in Italia. Il tour di Floorfilla continua anche nel 2008, mentre DJ Cerla in versione "solista" si dedica principalmente a serate con musica dance anni novanta.
Cerla è stato tra i pochi artisti italiani ad affermarsi nel genere Hands Up, e Jumpstyle e a collaborare costantemente con produttori tedeschi: Manian (producer di Cascada), Rob Mayth, ItaloBrothers, Basslovers United tra gli altri. Ha remixato a fine 2007 "Doktorspiele", follow up della hit di Alex C.
DJ Cerla fino a maggio/giugno 2006 è stato anche ospitato in "TRIBE", una speciale trasmissione dedicata ai dj più famosi, sull'emittente italiana m2o. Sempre a partire dallo stesso periodo è anche giornalista musicale, in quanto scrive per "Computer Music & Project Studio", rivista specializzata in tecniche di produzione musicale.
Dal 2008 è resident della one-night "BOMBON3RA" di Reggio Emilia, in cui propone un mix innovativo di dance anni novanta e musica contemporanea.
È laureato in Scienze della Comunicazione a Reggio Emilia (dicembre 2008) con una Tesi di Laurea sulla distribuzione digitale della musica su dispositivi wireless.
Nel 2016 entra nelle classifiche di vari Paesi con On&ON (col featuring di Channing) e nel 2018 riconferma il successo con Work That Body, ai primi posti della classifica francese.
In seguito è impegnato nel gruppo Bombon3ra, nome sotto il quale organizza eventi e serate nelle discoteche emiliane.

## Discografia

### Singoli
- 1993 – Rotterdam '93
- 1993 – America by ALTER EGO
- 1993 – Mi Boca
- 1994 – DANCE by ALTER EGO feat. DAISY DEE
- 1994 – Everybody Pom Pom
- 1995 – Because
- 1995 – We're Bad On The Mike by PANKO!
- 1995 – Wonder
- 1995 – Baby love
- 1998 – Anthem #1
- 1999 – Crazy 4 Love feat. Jo Smith
- 1999 – Anthem #2
- 1999 – Anthem #3
- 2000 – Anthem #4
- 2000 – The Hypno
- 2000 – Techno Romance
- 2001 – Cokemon
- 2001 – A Night in Europe
- 2001 – Jump India!
- 2001 – Anthem #5 (Enter The Arena / Est–Ce Que Vous Êtes Là)
- 2001 – Italodancer
- 2001 – Sahara Rave
- 2001 – Megamix (Anthem #2 /#3 /#4 /#5 /The Hypno)
- 2002 – Technoromance
- 2002 – Le Délire
- 2002 – Sister Golden Hair
- 2002 – Yo Dj
- 2003 – Sex Is Danger
- 2003 – Anthem #6 (Cassez la Boîte)
- 2004 – Sex Is Danger
- 2004 – Game Over
- 2004 – Gigamix
- 2004 – Kosmiklove
- 2005 – Disco Roller
- 2005 – Komputermelody
- 2006 – Sister Golden Hair (Rob Mayth Remix)
- 2006 – Cyberdream
- 2006 – Komputermelody (Handz Up Squad Remix)
- 2006 – Lalala Song
- 2006 – Ipower (vs. Rob Mayth)
- 2006 – Sexy Girl
- 2007 – Italo Dancer
- 2007 – Up & Down
- 2013 – Just Another Night (feat. Manian)
- 2016 – On & On (feat. P. Moody)
- 2016 – We Own The World (X Ldm)
- 2017 – Work That Body (X P. Moody)
- 2019 – Ça Va

## Album
- 2001 – United Beatz Of Floorfilla
- 2003 – Le Voyage